# Хајлигкројцштајнах
Хајлигкројцштајнах (њем. Heiligkreuzsteinach) општина је у њемачкој савезној држави Баден-Виртемберг. Једно је од 54 општинска средишта округа Рајн-Некар. Према процјени из 2010. у општини је живјело 3.021 становника. Посједује регионалну шифру (AGS) 8226029.

## Географски и демографски подаци
Хајлигкројцштајнах се налази у савезној држави Баден-Виртемберг у округу Рајн-Некар. Општина се налази на надморској висини од 261 метра. Површина општине износи 19,6 km². У самом мјесту је, према процјени из 2010. године, живјело 3.021 становника. Просјечна густина становништва износи 154 становника/km².

## Међународна сарадња
| Мјесто  | Држава  | Врста сарадње | Од    |
| ------- | ------- | ------------- | ----- |
| Теулада | Шпанија | партнерство   | 1983. |
| Извор   |         |               |       |